# Popeye (filme)
Popeye (bra: Popeye) é um filme norte-americano de 1980 do gênero comédia musical, dirigido por Robert Altman. É uma adaptação da tira de jornal Thimble Theatre do cartunista E. C. Segar, onde  surgiram os famosos personagens Popeye, Olívia Palito e Brutus. O roteiro de Jules Feiffer foi baseado diretamente em Thimble Theatre Starring Popeye the Sailor, uma grande republicação das tiras de Segar de 1936-37, lançada em 1971 pela Nostalgia Press de Woody Gelman. As canções são de Harry Nilsson, exceto "I'm Popeye the Sailor Man" composta por Sammy Lerner para a série de curta-metragens de animação do personagem produzida por Fleischer Studios e Famous Studios para a Paramount Pictures entre 1933 e 1957. O produtor foi Robert Evans.

## Elenco
- Robin Williams — Popeye
- Shelley Duvall — Olivia Palito
- Ray Walston — Vovô Popeye
- Paul L. Smith — Brutus
- Paul Dooley — Dudu

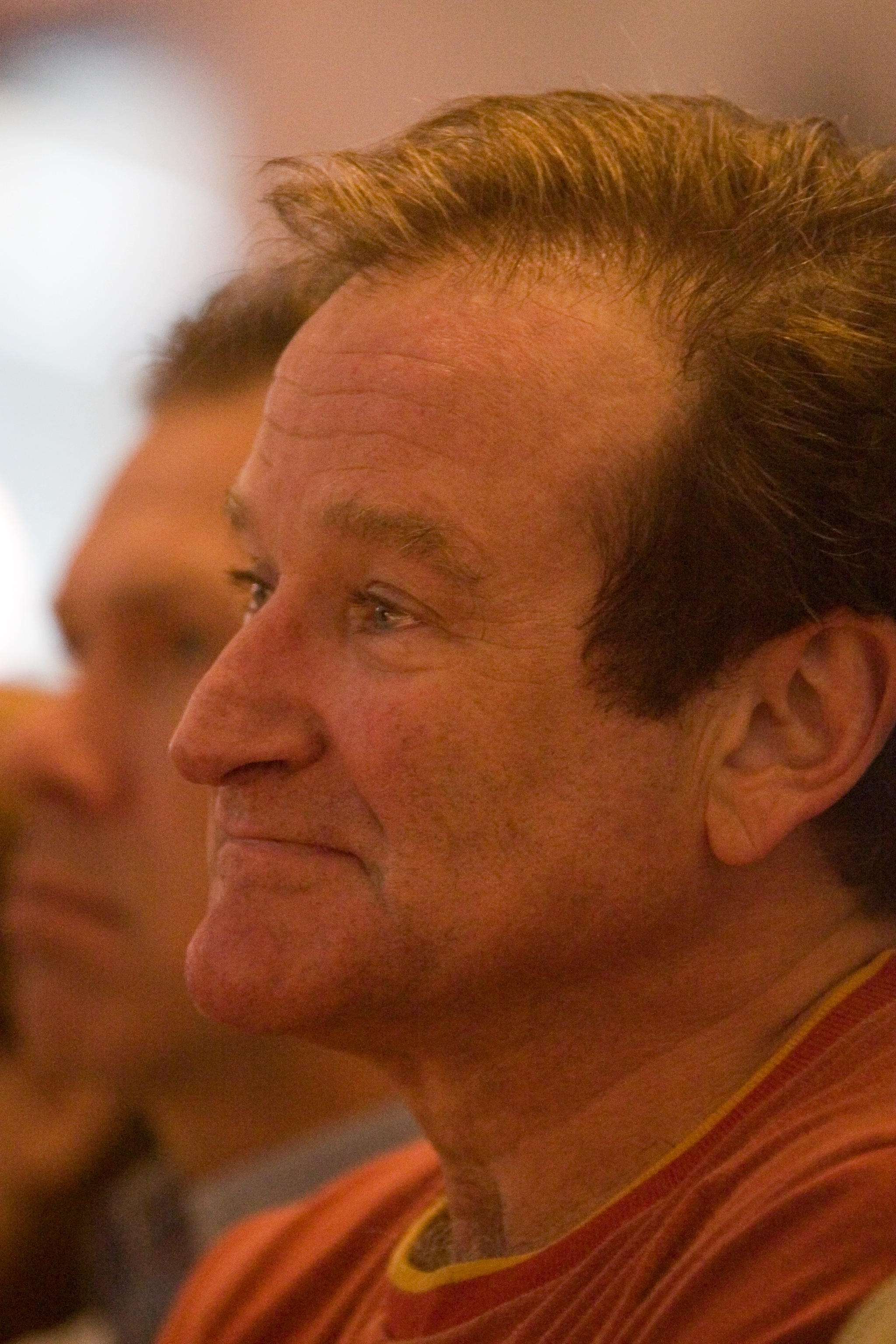
O ator Robin Williams protagonizou o filme, no papel do Marinheiro Popeye.

- Richard Libertini — George W. Geezil
- Peter Bray — Oxblood Oxheart
- Linda Hunt — Senhora Oxheart
- Donald Moffat —Coletor de Impostos
- MacIntyre Dixon — Cole Palito
- Roberta Maxwell — Nana Palito
- Donovan Scott — Castor Palito
- Bill Irwin — Ham Gravy
- Wesley Ivan Hurt — Gugu
- Dennis Franz — Spike